# Änterbila

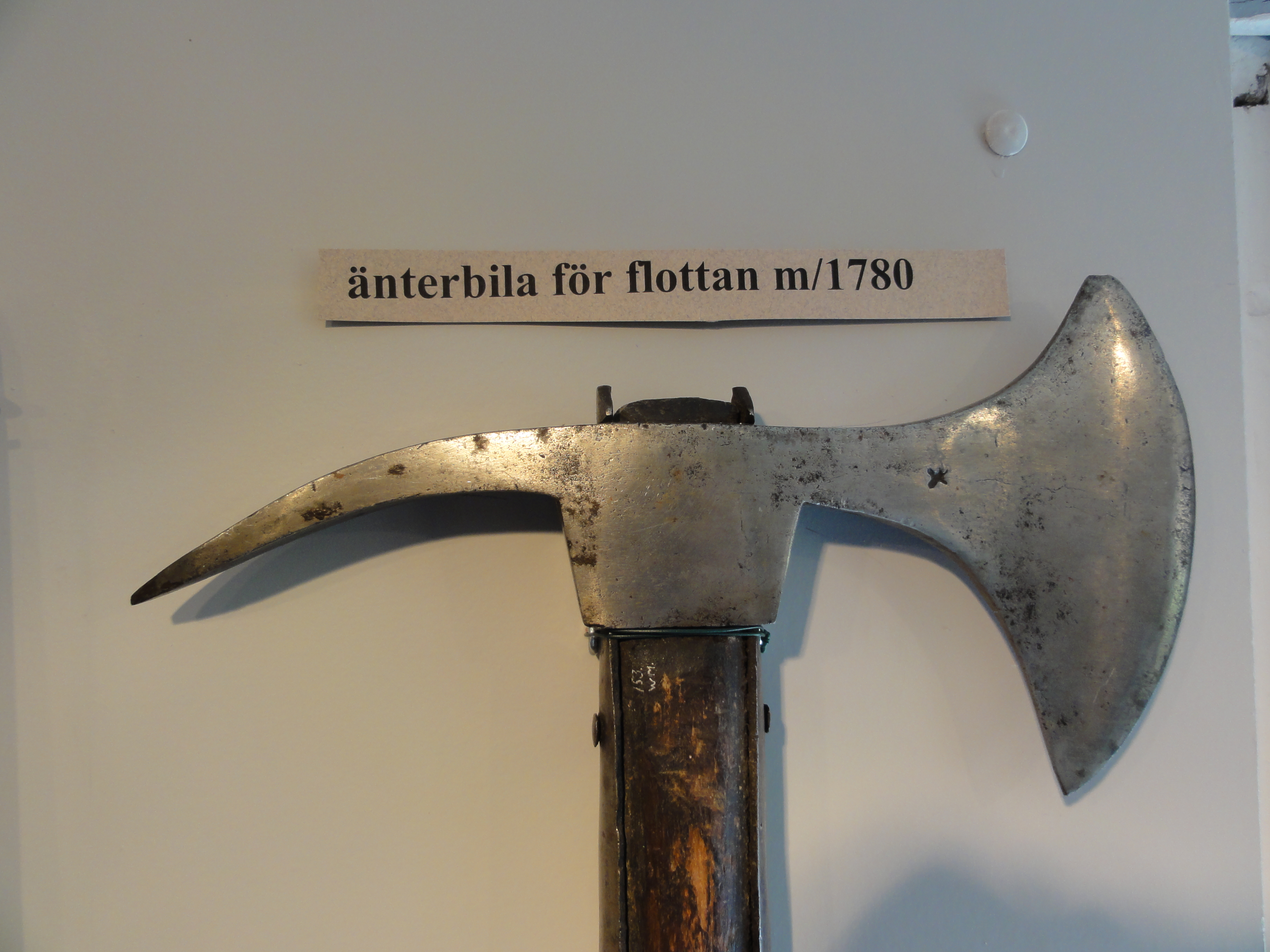
Änterbila, Svenska flottan, m/1780, på Wira bruks museum

Änterbila är en kortskaftad stridsyxa med en pik på den gentemot eggen motsatta sidan, avsedd att användas vid äntring under sjöslag.
Änterbilor användes av anfallande äntringsgastar för övermanning av andra fartyg. Vid äntringen av fartyget slogs änterbilan med sin spetsiga ända in i fientligt fartygs sida för att tjäna som fotsteg.